# Pevensey Bay (by)
Pevensey Bay är en by i East Sussex i England. Byn är belägen 7,5 km 
från Eastbourne. Orten har 2 953 invånare (2016).